# Miguel de Saralegui y Zarandona
Miguel de Saralegui y Zarandona (Muskiz, Biscaia, 1842 – Neguri, Guetxo, Biscaia, 1913) va ser un comerciant basc, pare de l'advocat, escriptor i pintor basc Martín de Saralegui y de la Colina i germà de l'empresari i terratinent basc Antonio de Saralegui y Zarandona.

## Biografia
Primogènit de Miguel de Saralegui y Liceaga (Azkarate, Araitz, Navarra, 1808 – Muskiz, Biscaia, 1874), de llinatge noble basc, els Saralegui, originari del solar de Zirartegui (o Cirartegui), a Amezketa (Guipúscoa), i establert a principis del segle xvi al solar de Saralegui, a Gaintza, en la vall d'Araitz (Navarra), i de Vicenta de Zarandona y Llano (Muskiz, Biscaia, 1819–1890). Va establir-se a Puerto Rico, on operà comercialment mitjançant la societat Miguel Saralegui y Compañía, dedicada al comerç ultramarí entre Amèrica i Espanya. Devers l'any 1891 retorna al País Basc, establint-se a Bilbao, on s'uneix en matrimoni a Luisa de la Colina y Villanueva, amb qui tindrà, entre altres fills, a Miguel de Saralegui y de la Colina (Bilbao, 1891-1974), director del Depósito Franco de Bilbao, casat amb María de Isasi y Mac-Mahon, de les cases aristocràtiques marquesals de Barambio i de Mac-Mahon, José Antonio de Saralegui y de la Colina (Bilbao, 1896 - Argentina, 1964), metge, Pedro María de Saralegui y de la Colina (Bilbao, 1898 - Barcelona, 1977), procurador, casat amb Paula Vázquez Gorjón, filla del tinent-coronel de cavalleria Luis Vázquez del Valle, neta del notari, terratinent i polític Sebastián Gorjón y Sánchez i cosina germana del notari i polític Cándido Casanueva y Gorjón, pares, al seu torn, de Carmen de Saralegui y Vázquez (Madrid, 1922 - Barcelona, 2013), casada (1947) amb Eduard Rovira i Beleta (Barcelona, 1915-1972), net de l'industrial Ramon Rovira i Casanella, nebot de l'industrial i polític Josep Rovira i Bruguera i germà del realitzador cinematogràfic Francesc Rovira i Beleta, Pedro María de Saralegui y Vázquez, cavaller, entre altres corporacions nobiliàries, de l'Orde de Malta, del Reial Estament Militar del Principat de Girona i de l'Orde del Sant Sepulcre, i José-Luis de Saralegui y Vázquez, marí i pintor, i Martín de Saralegui y de la Colina (Bilbao, 1901-1990), advocat, escriptor i pintor. L'any 1906 va manar construir la casa Miguel Saralegui, altrament coneguda com a Villa Luisa, una de les primeres cases edificades a Neguri (Guetxo, Biscaia), obra del reputat arquitecte bilbaí Manuel María Smith Ibarra, avui desapareguda. Les seves despulles descansen en el panteó familiar del cementiri de Bilbao.